# Fatshe leno la rona
"Fatshe leno la rona" (tiếng Tswana: Phúc lành cho vùng đất cao quý này) là quốc ca của Botswana. Ca khúc được soạn và sáng tác bởi Kgalemang Tumediso Motsete, và đã được sử dụng từ khi Botswana giành được độc lập năm 1966.

## Lời
| Lời tiếng Tswana | Chuyển tự IPA |
| Fatshe leno la rona Ke mpho ya Modimo, Ke boswa jwa borraetsho; A le nne ka kagiso. Khorase: Tsogang, tsogang! Banna, tsogang! Emang, basadi, emang, tlhagafalang! Re kopane le go direla Lefatshe la rona. 'Ina lentle la tumo La tšhaba ya Botswana, Ka kutlwano le kagisano, E bopagantswe mmogo. Khorase | /fatsʰɪ lɪnʊ la rʊna/ /kɪ mpʰʊ ja mʊdimʊ ǀ/ /kɪ bʊswa jwa bʊrraɪtsʰʊ ǀ/ /a lɪ nnɪ kɪ kaχisʊ ‖/ /kʰʊrasɪ/ /tsʊχaŋ ǀ tsʊχaŋ ‖ banna ǀ tsʊχaŋ ‖/ /ɪmaŋ ǀ basadi ǀ ɪmaŋ ǀ tɬʰaχafalaŋ ‖/ /rɪ kʊpanɪ lɪ χʊ dirɪla/ /lɪfatsʰɪ la rʊna ‖/ /ina lɪntɬɪ la tumʊ/ /la tʃʰaba ja bʊtswana ǀ/ /ka kutɬwanʊ lɪ kaχisanʊ ǀ/ /ɪ bʊpaχantswɪ mmʊχʊ ‖/ /kʰʊrasɪ/ |

### Dịch sangtiếng Việt
I
Đây là vùng đất của chúng ta,
Một món quà của Thiên Chúa,
Một di sản được cha ông truyền lại;
Mong sao cho nơi này sẽ được hoà bình mãi mãi.

Điệp khúc:
Thức tỉnh, thức tỉnh nào! Hỡi những người đàn ông, hãy thức tỉnh!
Tiến lên nào, những người phụ nữ, hãy tiến lên, với ý chí kiên cường!
Hãy cùng nhau lao động để phục vụ,
Đất nước của chúng ta.

II
Một cái tên đẹp đẽ trong danh tiếng
Của Tổ quốc Botswana này;
Với sự thống nhất và hoà hợp,
Ta hãy bay cao bay xa cùng nhau.

𝄆 Điệp khúc 𝄆